# Armando Collado
Armando José Collado Lanuza (né le 17 novembre 1985 à Tecoluca au Salvador) est un joueur de football international nicaraguayen, qui évoluait au poste de milieu défensif.

## Biographie

### Carrière en club
Armando Collado joue au Nicaragua et au Salvador.
Il participe avec le Real Estelí à la Ligue des champions de la CONCACAF.
Il remporte au cours de sa carrière un titre de champion du Salvador, et deux titres de champion du Nicaragua.

### Carrière en sélection
Armando Collado reçoit neuf sélections en équipe du Nicaragua, sans inscrire de but, entre 2008 et 2009. Toutefois, seulement huit sélections sont officiellement reconnues par la FIFA.
Il joue son premier match en équipe nationale le 6 février 2008, contre les Antilles néerlandaises. Ce match perdu 0-1 entre dans le cadre des éliminatoires du mondial 2010. Il reçoit sa dernière sélection le 12 juillet 2009, contre le Panama (défaite 4-0).
Armando Collado participe avec l'équipe du Nicaragua à la Gold Cup 2009 organisée aux États-Unis.

## Palmarès
| Once Municipal - Championnat du Salvador (1) : - Champion : 2006 (Ouverture). |  | Nejapa - Championnat du Salvador D2 (1) : - Champion : 2007 (Clôture). |  | Real Estelí - Championnat du Nicaragua (2) : - Champion : 2007-08 et 2009-10. |